# Geidar Mamedaliyev
Geidar Mamedaliyev est un lutteur russe spécialiste de la lutte gréco-romaine né le 2 avril 1974.

## Biographie
Lors des Jeux olympiques d'été de 2004 se tenant à Athènes, il remporte la médaille d'argent en combattant dans la catégorie des -55 kg. Il remporte également le titre mondial lors des Championnats du monde de 2002.